# Early Winter
"Early Winter" är en låt av den amerikanska artisten Gwen Stefani från hennes andra studioalbum The Sweet Escape. Låten är skriven av Stefani och Tim Rice-Oxley (pianist i det brittiska bandet Keane) och är en 80-tals-inspirerad poprock-ballad. Den släpptes som albumets femte och sista singel i slutet av 2007. Låten fick överlag positiva recensioner från musikkritiker.

## Bakgrund
Stefani ringde Rice-Oxley natten innan de skulle arbeta tillsammans i studion och berättade att hon ville ha en ballad i stil med Billy Idols "Eyes Without a Face", Roberta Flacks "Killing Me Softly with His Song" och Cyndi Laupers "Time After Time". Stefani var nöjd med låten och undvek att göra ändringar i den efter Rice-Oxley hade spelat den för henne, men hon skrev ändå om några delar av texten innan inspelningen. Sångtexten beskriver ett par som närmar sig slutet av deras relation.

## Mottagande
"Early Winter" fick för det mesta positiva recensioner av musikkritiker. Pitchfork hävdade att låten visade att "Stefani fortfarande har förmågan att ta en vanlig rocklåt till en annan nivå". NME skrev att låten var en av få potentiella hits från albumet. Svenska Dagbladet var inte imponerad av låten och skrev att den "snuddar vid det katastrofala" och att den "låter som värsta sortens radioskval". Entertainment Weekly skriver att det är en "majestätisk ballad", men att hennes röst inte låter "genuint ledsen".

## Listframgångar
"Early Winter" visade sig för första gången på slovakiska listan i slutet av oktober 2007 och debuterade på nummer 95. Låten fick där sin topp efter tretton veckor med placering nummer sex. I Tjeckien nådde låten som mest plats 19, efter sex veckor på listan. I slutet av januari 2008 debuterade singeln på femtonde plats på Finlands officiella lista, och nådde som mest plats fjorton följande vecka. I Tyskland så debuterade "Early Winter" på nummer sex på singellistan, vilket även blev dess topplacering. På Österrikes officiella singellista så debuterade låten på plats 49 och nådde topplaceringen 22. På Billboards europeiska singellista så debuterade låten på plats 26, vilket även blev dess topplacering. Låten debuterade på plats 54 på den schweiziska singellistan, och nådde topplaceringen tolv fyra veckor senare.

## Musikvideo
Musikvideon hade premiär 15 november 2007. Den börjar med en svart-vit scen där Stefani ligger på marken i en lång vit klänning. I nästa scen visas Stefani när hon går på en gata med röd gatubelysning. Sedan håller hon hennes pojkvän mot väggen och talar med honom. Stefani går nu på en gata och senare till en järnvägsstation. I nästa scen sjunger Stefani under fallande rödfärgade fjädrar i en enorm sal. Stefani ses också sitta på marken och sjunga medan hon gråter. Hon ses sedan gå på en järnvägsstation bredvid ett tåg. Musikvideon avslutas med att Stefani springer ut ur salen.

## Medverkande
- Gwen Stefani – sång
- Tim Rice-Oxley – piano, keyboards
- Mark Ralph – gitarr
- Greg Collins – basgitarr, ljudtekniker
- Nellee Hooper – producent
- Aidan Love – musikprogrammering
- Mark "Spike" Stent – mixning, producent

## Låtlista
Europeisk CD-singel
iTunes-singel
1. "Early Winter" (Album Version) – 4:45
2. "Early Winter" (Live) – 6:53 †

iTunes EP
1. "Early Winter" (Album Version) – 4:44
2. "Early Winter" (Live) – 6:51 †
3. "Early Winter" (Instrumental) – 4:47

† Inspelat live i San Diego, Kalifornien.